# Reginald Martin
Reginald George Warren Martin (* 25. Juni 1887 in London; † 29. Januar 1981 in Worthing) war ein britischer Lacrossespieler.

## Erfolge
Reginald Martin war bei den Olympischen Spielen 1908 in London Mitglied der britischen Lacrossemannschaft und spielte auf der Position eines Angreifers. Neben ihm gehörten außerdem George Alexander, George Buckland, Sydney Hayes, Wilfrid Johnson, Edward Jones, Hubert Ramsey, Norman Whitley, Johnson Parker-Smith, Gerald Mason, Charles Scott und Eric Dutton zum Aufgebot. Nach dem Rückzug der südafrikanischen Mannschaft wurde im Rahmen der Spiele lediglich eine Lacrosse-Partie gespielt, die zwischen dem Gastgeber aus Großbritannien und Kanada ausgetragen wurde. Nach einer 6:2-Halbzeitführung gewannen die Kanadier die Begegnung letztlich mit 14:10, sodass Martin ebenso wie seine Mannschaftskameraden die Silbermedaille erhielt.
Martin spielte auf Vereinsebene für den Catford Lacrosse Club.